# Bas-Rhin
Bas-Rhin ((Fransk:  Hvilken lydfil?) er et fransk departement i regionen Alsace. Hovedbyen er Strasbourg. Området udgør fra 1. januar 2021 sammen med Haut-Rhin mod syd Collectivité européenne d'Alsace, som havde 1.919.745 indbyggere i 2021

## Administrativ opdeling

### Arrondissementer
- Strasbourg
- Haguenau-Wissembourg
- Molsheim
- Saverne
- Sélestat-Erstein

## Turisme
Der findes en række gamle, interessante slotte i departementet. Haut Koenigsbourg fra det 12. århundrede er det største slot i Alsace. Det ligger i 700 m højde, hvorfra det dominerer lavlandet i regionen. Ikke desto mindre blev det ødelagt i trediveårskrigen, men blev genopbygget 1900-1908. Slottet kan fremvise en stor våbensamling samt historiske møbler.
Slottet Fleckenstein er fra tidligt i det 12. århundrede, opført af huset Hohenstaufen. Det blev erobret af Fleckenstein-familien, der gjorde det praktisk taget uindtageligt. Fleckenstein er sammen med Lichtenberg også åbent for offentligheden og tilbyder forskellige aktiviteter.